# Хинетера
Хинете́ра (исп. jinetera — «всадница») — кубинское сленговое название проституток, специализирующихся на иностранных клиентах; употребляется также для обозначения любой кубинки, замеченной в сексуальной связи с иностранными туристами. Мужчин в этой роли называют хинетеро (всадник). Большинство хинетер происходят из семей, не имеющих родственников вне Кубы и не получающих поэтому никакой помощи извне. Хинетеры обоего пола являются частью неформальной экономики на острове Куба, их доходы в иностранной валюте поддерживают их семьи, а также лиц, предоставляющих дополнительные услуги, например, жильё в краткосрочный наём для встреч с клиентами (известные на Кубе как «Casa particular»). Деятельность хинетер преследуется на Кубе законом.
Хинетера/ро на Кубе это не только и не столько женщина/мужчина, которые оказывают сексуальные услуги иностранцам. Это понятие немного шире. Во времена Советского Союза таких людей называли фарцовщиками. Это люди улицы. Они очень общительны, умны, артистичны, предприимчивы. Но так или иначе вся их деятельность направлена исключительно на установление контактов с иностранцами и получение из этого выгоды, порой обоюдной.    

## В искусстве
- Роман Alejandro Torreguitart Ruiz Vita da jinetera 2005 ISBN 88-7606-069-3 ISBN 978-88-7606-069-4
- Роман А. Никитин Легионеры: Кубинский вариант СПб: «Нева» 318 стр 2002 ISBN 5-7654-1906-2